# Willowbrook (comté de DuPage, Illinois)
Pour les articles homonymes, voir Willowbrook (homonymie).
Willowbrook est un village du comté de DuPage dans l'Illinois, aux États-Unis,. Il est situé au sud-est du comté à environ 37 km de Chicago.

## Histoire
En 1959, un groupe de propriétaires appelé Ridgemoor Homeowners Association décide de se constituer en village afin de pouvoir favoriser le développement des terres agricoles qui entourent leurs maisons. Les changements apportés à la loi, devant entrer en vigueur le 1er janvier 1960, qui nécessiterait une population de 400 habitants pour l'incorporation, poussent ce groupe de 167 personnes à accélérer la procédure afin de devenir un village. Il est incorporé le 23 février 1960. 

## Démographie
Lors du recensement de 2010, le village comptait une population de 8 540 habitants. Elle est estimée, en 2016, à 8 543 habitants.

## Source de la traduction
- (en) Cet article est partiellement ou en totalité issu de l’article de Wikipédia en anglais intitulé « Willowbrook, Illinois » (voir la liste des auteurs).